# فرانتس یوزف امیل فیشر
فرانتس یوزف امیل فیشر (آلمانی: Franz Joseph Emil Fischer؛ ۱۹ مارس ۱۸۷۷ – ۱ دسامبر ۱۹۴۷) یک شیمی‌دان اهل آلمان بود.